# كريستوفوروس

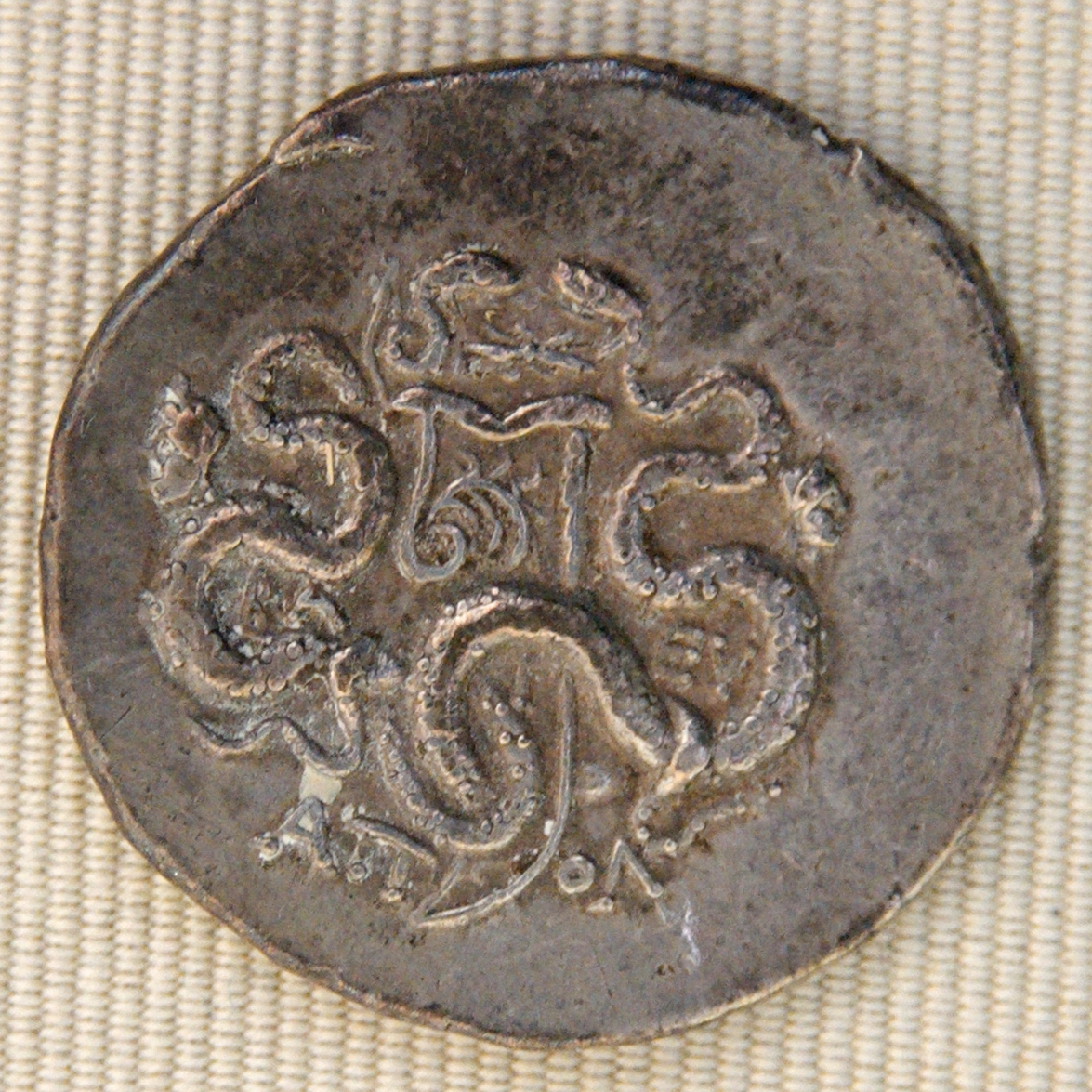
سيستوفور سُكَّ في أبولونيس خلال عهد يومينيس الثالث (133–130 قبل الميلاد).

كيستوفوروس (بالإغريقية: κιστοφόρος) kistophoros، هو عملة قديمة كانت تُسك في مدينة بيرغامون قبل عام 190 قبل الميلاد بقليل، كبديل عن عملات السلالة السلوقية والدراخما الرباعية لفيليتايروس. انتشر استخدامه لاحقًا في مدن أخرى خاضعة للسيطرة الأتالية، منها ألاباندا وكيبيرا. استمر سك هذه العملة وتداولها في ظل السيطرة الرومانية مع تغييرات في التصاميم والنقوش حتى عهد سيبتيموس سيفيروس.
يأخذ الكيستوفوروس اسمه من صورة الصندوق المقدس (cista mystica) للإله ديونيسوس التي تظهر على وجه العملة.

## المعيار الكيستوفوري
كانت العملة تعادل أربع دراخما، لكنها لم تكن تزن سوى وزن ثلاث دراخمات أثينية (12.5 غرام تقريبًا)، وهي أكثر المعايير شيوعًا حينها. وتشير الأدلة من الكنوز الأثرية إلى أن تداول الكيستوفوروس كان محصورًا في المناطق الواقعة تحت نفوذ برغامون، مما يُرجح أنه كان يتم تقييمه بقيمة أعلى من وزنه الفعلي.
وبالتالي، فقد أدى ذلك إلى نظام نقدي مغلق مشابه لذلك في العملات البطلمية. ويرجح أن هذا كان نهجًا متعمدًا من قبل السلطة الحاكمة.
ومع مرور الوقت، انخفض متوسط وزن الكيستوفوري تدريجيًا من حوالي 12.5 غرامًا إلى حوالي 8.5 غرامًا.

## التصميم والرموز
تفتقر عملات الكيستوفوروس إلى تصوير الملوك الحاكمين، وربما يُعزى ذلك إلى طبيعة الأيديولوجيا الملكية لدى الأتاليين، الذين سَعَوا لتقديم عملاتهم كأنها فدرالية وليست ملكية. لم يكن بمقدور ملوك الأتاليين إظهار أنفسهم كقادة كاريزماتيين أو عسكريين مثل بقية الحكام الهلنستيين، خصوصًا أن نفوذهم كان قائمًا بفضل الدعم الروماني خلال عهد يومينس الثاني. فصوّروا أنفسهم كراعين للإغريق في الأناضول.
تعكس الرموز المستخدمة على العملة انتماء ملوك الأتاليين الأسطوري إلى ديونيسوس وهرقل، إذ يُمثل الصندوق المقدس cista mystica على الوجه الأمامي ديونيسوس، بينما يمثل جعبة السهام على الوجه الخلفي هرقل، الذي يُعتبر ابنه تيليفوس المؤسس الأسطوري لمدينة برغامون.

## وصلات خارجية
مقالة عن الكيستوفوروس في قاموس سميث للآثار اليونانية والرومانية.